# برایان هاگز
برایان هاگز (انگلیسی: Bryan Hughes؛ زادهٔ ۱۹ ژوئن ۱۹۷۶) یک بازیکن فوتبال اهل بریتانیا است.